# Acontia dichroa
Acontia dichroa är en fjärilsart som beskrevs av George Francis Hampson 1914. Acontia dichroa ingår i släktet Acontia och familjen nattflyn. Inga underarter finns listade i Catalogue of Life.